# Таулониды
Таулониды или Фавлониды (греч. θαυλωνίδαι) — один из древнежреческих родов в Афинах.  
Из этого рода в праздник Δυπόλια или Βουφόνια (Дииполии) выбирался жрец, которому поручалось закалывание быка в честь Зевса, так как по преданию Таулон, родоначальник Таулонидов, первым убил быка. Жрец закалывал быка топором, а сам бежал, оставляя топор на месте. После мнимого преследования присутствующие отправлялись в судебную палату, где под председательством архонта Базилевса проходил суд над неодушевленными предметами и животными, причинившими чью-либо смерть. Топор объявлялся преступным и выбрасывался за границу. Эта церемония, которая уже в V веке до н. э. служила мишенью насмешек, объясняется тем, что кровавые жертвы первоначально не приносились. Когда последние вошли в обычай, то люди придумали церемонию, при которой виновник кровопролития подвергался наказанию, но только для вида. 